# Шишкин лес (проект)
«Шишкин Лес» — название мультимедийного проекта, в который входит цикл детских образовательных программ с кукольными персонажами на телеканале «Радость моя», одноимённый детский журнал (и другие печатные издания) и интерактивный портал в Интернете.

## История
В 2003 году творческая группа передачи «Спокойной ночи, малыши!» получила предложение[от кого?] создать альтернативную программу в классических традициях детского телевидения. Первая программа вышла в эфир 7 января 2004 года на каналах КРТ и «Союз». В марте 2007 года появился телеканал «Радость моя», «визитной карточкой» которого стала данная передача. В 2007 году был создан сайт shishkinles.ru.
В 2011 году на канале «Радость моя» стартовал спин-офф под названием «Шишкина Школа», назначение которого — познакомить детей с основами школьных дисциплин и облегчить процесс подготовки к школе.

## Печатные издания
В 2006 году на Украине вышел первый номер журнала «Шишкин Лес». Над текстами для журнала работает тот же коллектив, который составляет сценарии для телепередачи. В декабре 2007 года журнал начал издаваться в России. В 2010 году было издано несколько книжек-раскрасок и «Азбука дорожного движения для малышей».

## Персонажи
- Шуня — старательная и добрая мышка. Всегда прислушивается к советам старших, любит чистоту и порядок, с удовольствием учится и узнаёт всё новое.
- Коксик — озорной котёнок, немного шкодливый, немного ленивый, немного задира, но главное — добрый и необидчивый, всегда готов попросить прощения.
- Зубок — неуклюжий волчонок, всеобщий любимец. Добрый и отзывчивый друг, с его приходом избушка на опушке Шишкиного Леса наполняется атмосферой радости.
- Веснушка — весёлая лисичка, безудержная выдумщица с мальчишечьей энергией. Старается всегда быть в центре внимания, мечтает стать циркачкой.
- Матильда Леонардовна — мудрая сова, «ходячая энциклопедия». Любит обучать и воспитывать своих младших друзей, используя в качестве аргументов научные факты.
- Енот Енотыч — самый хозяйственный и опытный из обитателей сказочного леса. Сфера его интересов: сад и огород, туризм и путешествия, кулинария и домоводство.
- Пифагор — учёный пёс, профессор. Работает в школе Шишкиного леса учителем математики.

## Актёры-кукловоды
- Сергей Григорьев — Коксик
- Юрий Сокиркин — Зубок
- Николай Сутормин — Пифагор
- Владимир Доронин — Енот Енотыч
- Светлана Балашова — Матильда Леонардовна
- Елена Ломтева — Шуня
- Елизавета Мартынова — Веснушка

## Ведущие
- Антон Арцев (Антон)
- Алексей Нестеренко (Лёша / доктор Зелёнкин)
- Дмитрий Бурлаков (Дима)
- Владимир Доронин (Степан Тарасыч)
- Юрий Григорьев (дядя Юра)
- Юлия Пустовойтова (тётя Юля)
- Светлана Балашова (бабушка Федора)

## Награды
- В 2007 году цикл телепрограмм «Шишкин Лес» стал победителем в номинации «Лучшая детская развлекательная программа» (профессионалы для детей) в конкурсе «Дети — наше настоящее» на юбилейном X Евразийском телефоруме «Общество, нравственность, телевидение» Евразийской Академии Телевидения и Радио (председатель оргкомитета Л. И. Швецова, президент Академии О. М. Попцов).
- В 2009 году детский журнал «Шишкин Лес» за высокий литературный уровень и поддержку чтения удостоен национальной премии «Золотое Перо Руси».
- В 2010 году детский журнал «Шишкин Лес» стал лауреатом «Российского образовательного форума — 2010» (г. Москва, КВЦ «Сокольники»).
- В 2012 году коллективу детского познавательного журнала «Шишкин Лес» присуждена Премия Правительства Российской Федерации в области печатных средств массовой информации.